# 전국유산양협회
전국유산양협회는 유산양의 사양 및 육종에 관한 정보 보급, 유산양의 체계적인 관리를 위한 교육사업 및 그 생산물에 대한 홍보를 목적으로 2005년 12월 26일 설립된 대한민국 농림수산식품부 소관의 사단법인이다.

## 주요 사업
- 유산양의 사양 및 육종에 관한 정보 보급
- 유산양의 체계적인 관리를 위한 교육사업
- 유산양과 그 생산물에 대한 홍보사업
- 기타 협회 목적달성을 위해 필요로 하는 사업